# Pedro Velasco
Pedro Ramiro Velasco Erazo (Tulcán, 21 de septiembre de 1962) es un abogado y político ecuatoriano que ocupó la alcaldía de Tulcán durante dos periodos consecutivos (de 2000 a 2009).

## Biografía
Nació el 21 de septiembre de 1962 en Tulcán, provincia de Carchi. Realizó sus estudios secundarios en el Colegio Experimental Bolívar y los superiores en la Universidad Central del Ecuador, donde obtuvo el título de abogado.
En 1978 se unió al partido Izquierda Democrática, del que años más tarde llegó a ser director provincial. También fue secretario general del Consejo Provincial de Tránsito y vocal del Tribunal Electoral de Carchi.
En las elecciones seccionales de 2000 fue elegido alcalde de Tulcán por la Izquierda Democrática. En las elecciones de 2004 fue reelecto al cargo. Entre las prioridades de su gestión estuvieron la ampliación de la red de alcantarillado sanitario y la construcción de escenarios para fomentar el deporte.
Para las elecciones seccionales de 2014 intentó infructuosamente ser reelegido como alcalde de Tulcán por el movimiento Alianza PAIS. Tiempo después ocupó la presidencia del Consejo de la Judicatura de Carchi.
En las elecciones legislativas de 2021 fue elegido asambleísta nacional en representación de Carchi por el partido Avanza.